# ダニエル・アドリアン・オスマンオウル
ダニエル・アドリアン・ハミト・カディル・オスマンオウル(Daniel Adrian Hamid Kadir Osmanoğlu, 1977年9月20日-)は、オスマン帝国旧皇族のオスマンオウル家の成員。34代皇帝アブデュルハミト2世の玄孫、メフメト・アブデュルカディル皇子の曾孫、エルトゥールル・ネジブ皇子の孫、ローランド・セリム・カディル・オスマンオウルの二男。オーストリアのザルツブルク出身。オスマン皇帝家家長位継承順位は16位。